# 常呂町
常呂町（日语：／ Tokoro chō */?）為過去位於日本北海道網走支廳的行政區劃，北臨鄂霍次克海，位於常呂川的河口，已於2006年3月5日與北見市、留邊蘂町、端野町合併為新設立的北見市。 西接佐呂間湖，南部為丘陵地帶。由於臨海，夏冬的溫度較少，夏天平均為攝氏22度，冬天為零下10度左右，冬季有流冰接近海岸。
名稱源自阿伊努語的「to-kor-pet」（有湖的河流）或「tu-kor」（有山岬的地方）。

## 歷史
- 1915年4月1日：常呂村、少牛村、太茶苗村、手師學村合併為常呂村，並成為北海道二級村。[3]
- 1950年11月1日：改制為常呂町。
- 2006年3月5日：與留邊蘂町、端野町、北見市合併為新設立的北見市。

## 產業
沿海區域以漁業為主，主要漁獲扇貝；丘陵區域以農業為主。

## 交通

### 機場
- 女滿別機場（位於大空町）

### 鐵路
- 過去曾有湧網線通過，但於1987年3月20日廢線。過去的車站包括北見富丘車站、東富丘臨時停車場、北見共立車站、常呂車站。

### 道路
| 一般國道 - 國道238號 主要道道 - 北海道道7號北見常呂線 | - 北海道道308號日吉端野線 - 北海道道409號常呂港線 - 北海道道442號佐呂間湖公園線 - 北海道道655號仁倉端野線 - 北海道道1033號土佐東濱線 - 北海道道1087號網走常呂自行車道線：由舊湧網線改成 |

## 觀光景點

### 觀光
- 佐呂間湖
- 原生花園：北海道遺產
- - 果夢林之館：木工體驗工房
- 原生花園：北海道遺產
- 常呂遺蹟森林：國家指定史跡
  - 地方遺跡館
  - 埋藏文物中心
- 常呂町展望塔

### 節慶
- 常呂神社祭
- 佐呂間湖100公里馬拉松大會

## 教育

### 高等學校
- 道立北海道常呂高等學校

### 中學校
- 常呂町立常呂中學校

### 小學校
| - 常呂町立川沿小學校 - 常呂町立錦水小學校 | - 常呂町立常呂小學校 - 常呂町立日吉小學校 |

## 姊妹市・友好都市

### 日本
- 大野町（岐阜縣揖斐郡）
- 佐川町（高知縣高岡郡）

### 海外
- Barrhead（加拿大 亞伯達省）

## 本地出身的名人
常呂町以冰壺之町聞名，許多代表日本參加冬季奧運冰壶項目的選手皆出身於此。
- 近江谷好幸：參加1998年長野冬季奧運
- 佐藤浩：參加1998年長野冬季奧運
- 敦賀信人：參加1998年長野冬季奧運
- 三村容子：參加1998年長野冬季奧運
- 加藤章子：參加1998年長野冬季奧運、2002年鹽湖城冬季奧運
- 船山弓枝：原名林弓枝，參加2002年鹽湖城冬季奧運、2006年都靈冬季奧運、2014年索契冬季奧運
- 小笠原步：原名小野寺步，參加2002年鹽湖城冬季奧運、2006年都靈冬季奧運、2014年索契冬季奧運
- 小仲美香：參加2002年鹽湖城冬季奧運
- 本橋麻里：參加2006年都靈冬季奧運
- 吉田知那美：參加2014年索契冬季奧運、2018年平昌冬季奧運
- 小野寺佳步：參加2014年索契冬季奧運
- 鈴木夕湖：參加2018年平昌冬季奧運
- 吉田夕梨花：參加2018年平昌冬季奧運

## 外部連結
- （日語）北見市常呂綜合支所
- （日語）攝影師中台所建設的的常呂町週邊的照片、旅遊導引 （页面存档备份，存于）